# Idiasta paramaritima
Idiasta paramaritima is een vliesvleugelig insect uit de familie van de schildwespen (Braconidae). De wetenschappelijke naam van de soort is voor het eerst geldig gepubliceerd in 1960 door Konigsmann.